# Casemasce
Casemasce è una frazione del comune di Todi, da cui dista 12 km.
La frazione è sita su una diramazione della Strada statale 79 bis Orvietana ed è distinta in 2 nuclei: il centro storico, a valle, e la zona intorno alla chiesa parrocchiale, a monte. Conta 89 abitanti.

## Storia
Il nome, secondo fonti ben attestate, parrebbe derivare da Case di Mascio in onore del fondatore Mascio di Matteo d'Acqualoreto, il quale fondò il paese nel 1470: della primitiva costruzione rimangono i caratteristici "pianelli" davanti ad alcune case.
Nei pressi del paese si trova il castello di Montemarte, da dove ebbe origine la famiglia di feudatari di Todi Montemarte.
Secondo altre leggende popolari locali e voci non ben attestate, il nome sembrerebbe invece derivare da "Case mosce", in allusione ai due nuclei ed ai cedimenti del terreno che porterebbero il paese man mano verso il Parco fluviale del Tevere.

## Monumenti e luoghi d'interesse
- La chiesa parrocchiale di santa Maria di Montemarte;
- i "pianelli" della primitiva costruzione di Mascio di Matteo;
- il castello di Montemarte;
- il centro storico con le strette viuzze e con le casette ammassate a mo' di vicus;
- il Parco fluviale del Tevere.

## Economia
- Agriturismo;
- turismo;
- agricoltura;
- Associazione culturale rievocazioni storiche (Artigiani e Antichi Mestieri Medievali).

## Sport
- Pesca sportiva
- Canottaggio (entrambe presso il Parco fluviale del Tevere).